# Rozejm w Moskwie (1503)

zmiany terytorialne ustalone na rozejmie z 1503

Rozejm w Moskwie (1503) – umowa, w ramach której Wielkie Księstwo Litewskie oraz Wielkie Księstwo Moskiewskie kończyły trwającą od roku 1500 wojnę między dwoma państwami. Jej najważniejszym postanowieniem było przekazanie przez Litwę ok. 210 tysięcy kilometrów kwadratowych pod zwierzchnictwo Moskwy. Wilno nie rezygnowało z pretensji terytorialnych do utraconych ziem; umowa miała charakter rozejmu, określonego na 6 lat. Dodatkowo, Wielki Książę Litewski i król Polski Aleksander uznał tytuł „władcy całej Rusi”, którego od kilku lat używał książę moskiewski, Wasyl III. W ramach traktatu Litwa traciła ok. 1/3 własnego terytorium; granica litewsko-moskiewska została odsunięta ze 150 do 300 km od Kremla. Postanowienia rozejmu zostały potwierdzone na stałe w umowie pokojowej z roku 1508; rozpoczęły one skokową ekspansję terytorialną Moskwy, a potem Rosji na zachód.

## Tło

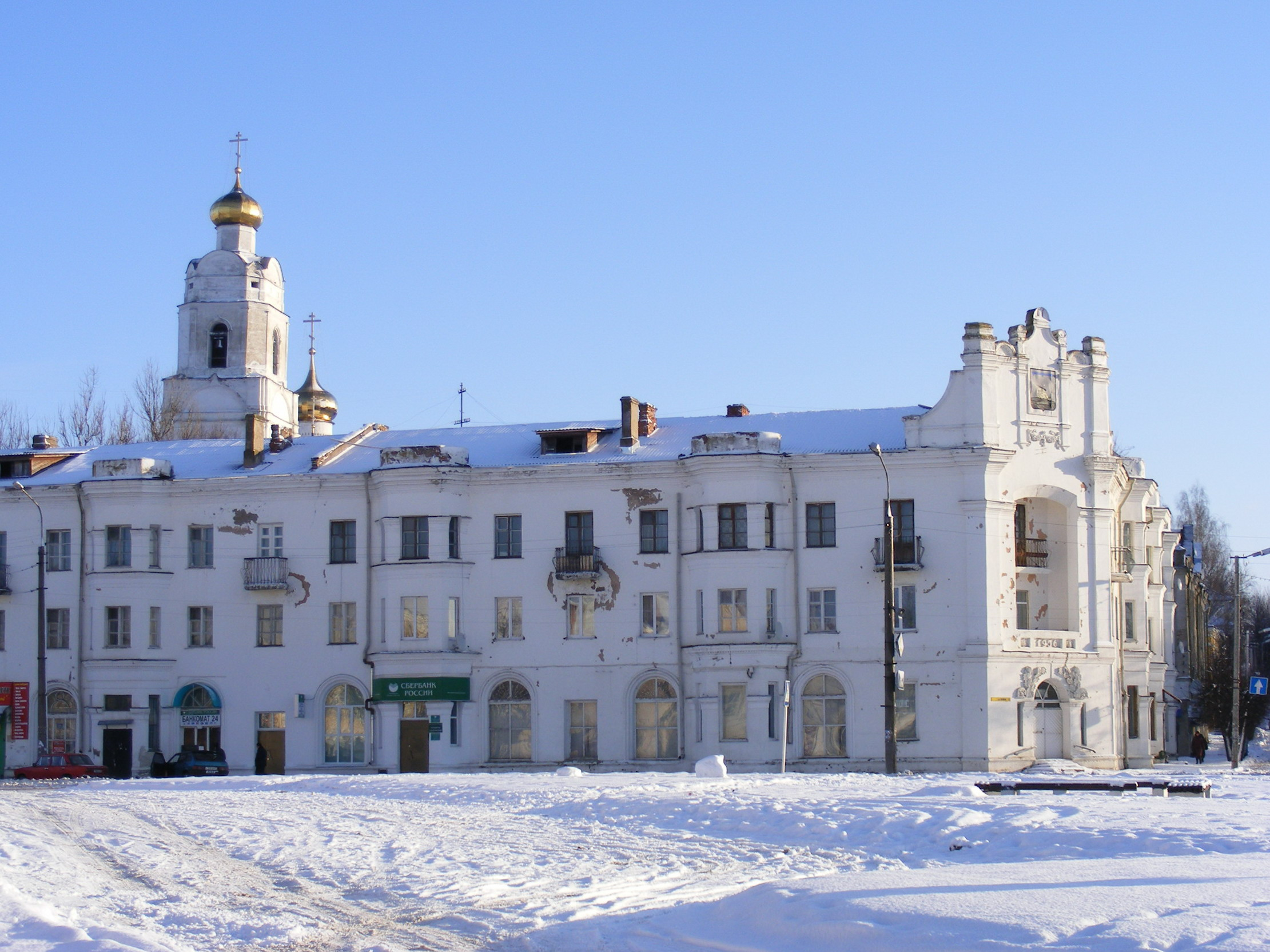
Wiaźma (widok obecny)

Po upadku Rusi Kijowskiej wchodzące poprzednio w jej skład księstwa znalazły się w stanie rozbicia dzielnicowego. Od końca XIII wieku jako ośrodki podejmujące się prób ich reintegracji wyłoniły się Wilno i Moskwa. W ciągu wieku XIV księstwa litewskie i moskiewskie podporządkowywały sobie kolejne tereny we wschodnim dorzeczu Dniepru, w dorzeczu Donu oraz w zachodnim dorzeczu Wołgi. Rywalizacja ta zaczęła przybierać formy zbrojne od połowy XIV wieku, kiedy to doszło do pierwszych starć litewsko-moskiewskich. Do połowy XV wieku inicjatywa należała do Litwy; jej zwierzchnictwo rozciągało się po Wiaźmę i Tułę, ok. 150 km od Moskwy. Jednak w drugiej połowie stulecia to Księstwo Moskiewskie przeszło do ofensywy; w trakcie działań wojennych z lat 1492–1494 książę moskiewski Iwan III odebrał Litwie Wiaźmę i tereny nad górną Oką. W połowie dekady doszło do stabilizacji stosunków, a Wielki Książę Litewski Aleksander pojął za żonę córkę Iwana III, Helenę.
Do kolejnej wojny doszło w roku 1500, kiedy to Iwan III, tytułujący się od kilku lat „panem całej Rusi”, dokonał inwazji Siewierszczyzny i Smoleńszczyzny. Wojska litewskie doznały druzgocącej klęski w Bitwie nad Wiedroszą; w latach 1500–1502 oddziały moskiewskie kilkakrotnie oblegały Smoleńsk, zdobyły Orszę, spaliły Witebsk i grasowały na Połocczyźnie. Aleksander zawarł antymoskiewski sojusz z mistrzem inflanckim Wolterem von Plettenbergiem, ale skończył się on klęską krzyżaków. Sprzymierzony z Aleksandrem han ordy nogajskiej Szach Achmet osiągnął sukcesy podczas dywersyjnych rajdów na Siewierszczyźnie, ale okazały się one przejściowe gdy Aleksander, w roku 1501 koronowany na króla Polski, poświęcił się sprawom koronnym. Przez kolejne dwa lata usiłował on doprowadzić do rozmów pokojowych z Moskwą, ale dopiero kolejne bezskuteczne oblężenie Smoleńska jesienią 1502 skłoniło Iwana III do odwrotu i rozpoczęcia negocjacji.

## Delegacje i ich cele

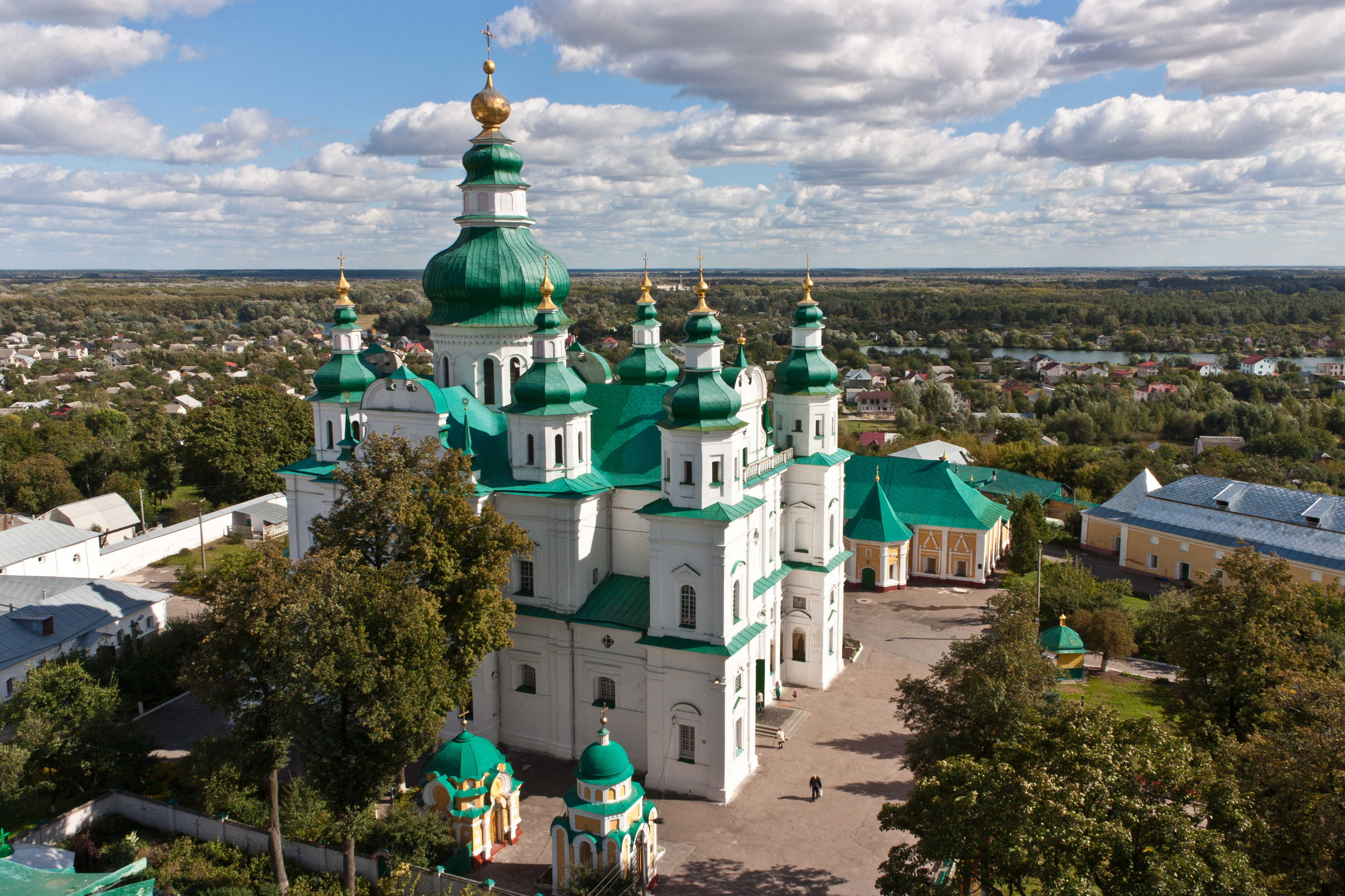
Czernihów (widok obecny)

Skład poselstwa Aleksandra I miał charakter nie litewski, ale litewsko-polski. Był to pierwszy przypadek, gdy Polacy jechali z misją dyplomatyczną do Moskwy; rolę tę pełnili wojewoda łęczycki Piotr Myszkowski i stolnik krakowski Piotr Wrocimowski. Litwę reprezentowali namiestnik połocki Stanisław Hlebowicz i namiestnik kowieński Wojciech Kłoczko. W skład delegacji wchodził poseł inflancki, zaświadczając o polsko-litewskim przymierzu z Zakonem, oraz poseł węgierski, który demonstrował dynastyczną solidarność jagiellońską. Członkiem delegacji był również Iwan Sapieha, osobisty poseł żony Aleksandra Heleny, która za jego pośrednictwem zwracała się do swojego ojca. Instrukcje Aleksandra przekazane litewsko-polskiej delegacji dawały jej duży margines swobody. W wersji maksymalistycznej – do przedstawienia gdyby według ówczesnych standardów sędziwy Iwan III był już na łożu śmierci lub nie żył – król i wielki książę domagał się zwrotu wszystkich terenów zajętych przez Moskwę od roku 1500 oraz odmawiał uznania tytułu „pana całej Rusi”. W wersji minimum Aleksander godził się na przyjętą przez Iwana III tytulaturę, ale nie uznawał żadnych – nawet częściowych – trwałych strat terytorialnych, zezwalając jedynie na 3-letni rozejm na zasadzie status quo. Nieco odrębną linię reprezentował poseł królowej, która jako „służebnica i dziewka” Iwana uniżenie prosiła ojca o pokój.
Delegacji moskiewskiej przewodził namiestnik moskiewski Jakow Zaharyn. Nie zachowały się dokumenty, dające pogląd na strategię negocjacyjną Iwana III i nie wiadomo, do jakich ustępstw był on skłonny. Jego głównym celem było zawarcie traktatu pokojowego, w którym Litwa zrzeka się pretensji terytorialnych do utraconych po roku 1494 ziem. Dodatkowo zmierzał do uznania przez Litwę i Polskę swoich tytularnych pretensji do zwierzchnictwa nad Rusią, sam natomiast nie chciał uznać tytulatury, która sankcjonowałaby zwierzchnictwo Wilna nad dorzeczem dolnego Dniepru, w tym nad Kijowem. Drobniejsze kwestie mogły dotyczyć swobód dla kupców i wymiany jeńców.

## Przebieg rozmów

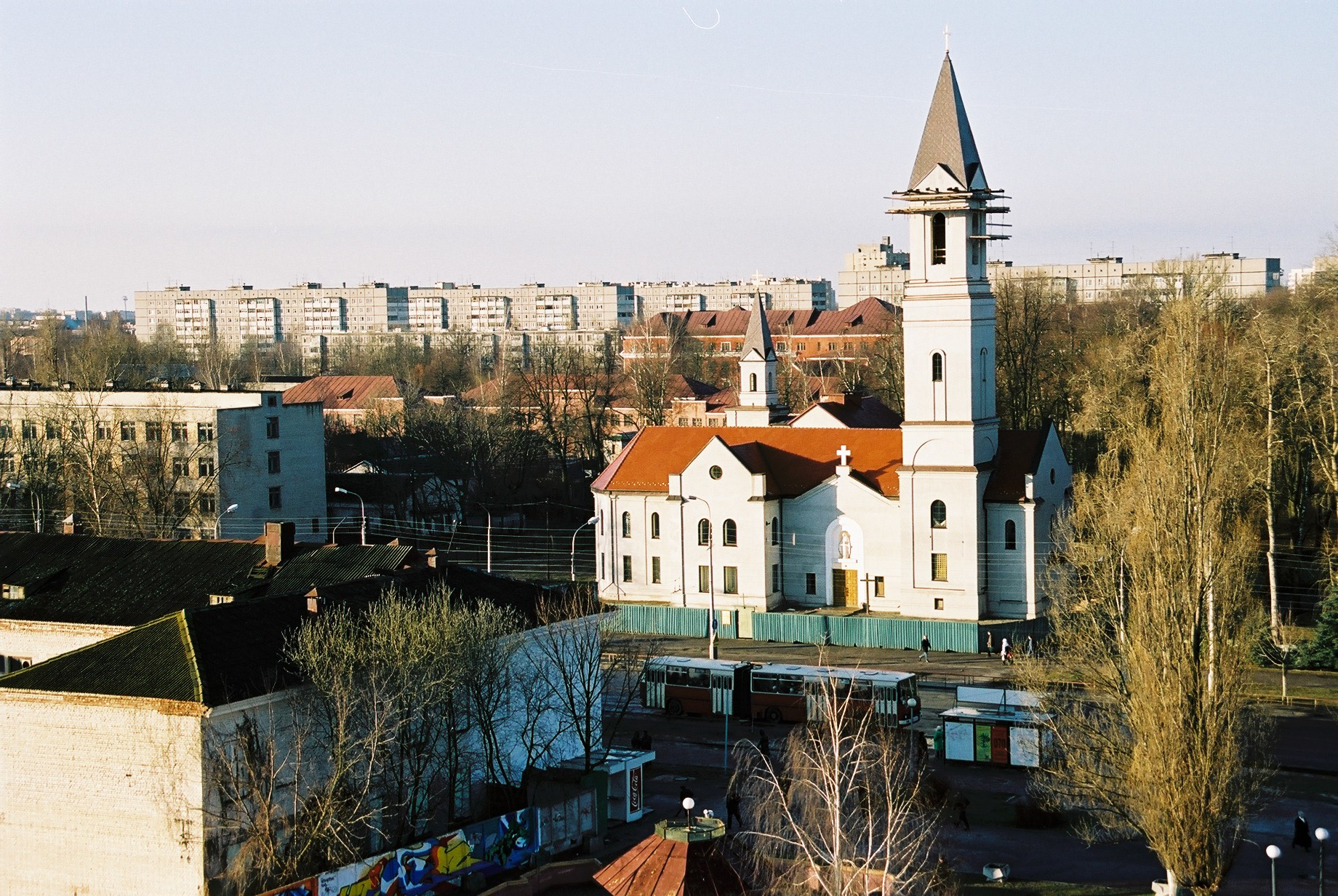
Homel (widok obecny)

Poselstwo litewsko-polskie przybyło do Moskwy 3 marca 1503. Szybko okazało się, że Iwan III nie jest skłonny do ustępstw; co więcej, w odpowiedzi na polsko-litewskie żądania powrotu do status quo ante, delegacja moskiewska zaczęła wspominać o jego zwierzchnictwie nad „całą ziemią ruską”. Występujący jako pośrednik poseł węgierski zaproponował kompromis: Moskwa miałaby zwrócić część zdobytych od roku 1500 terenów, a obie strony zawarłyby 6-letni rozejm. Iwan III był skłonny przyjąć formułę rozejmową, zastrzegając że na tak długi okres jego trwania godzi się tylko ze względu na powinowactwo z Aleksandrem. Stanowczo odmówił jednak zwrotu jakichkolwiek terenów, choć z czasem – wobec groźby zerwania rozmów przez delegację litewsko-polską – ustąpił w kwestii kilku niewielkich miejscowości na Witebszczyźnie i Smoleńszczyźnie.
Ostatecznie rozmowy zakończyły się niemal całkowitą klęską Litwinów i Polaków. Ich jedynym, dość wątpliwym sukcesem było zakończenie rozmów bez trwałego uznania moskiewskiej zwierzchności nad utraconymi ziemiami. Jednak w ramach tymczasowej formuły rozejmowej Aleksander sankcjonował na 6 lat moskiewskie zwierzchnictwo nad przejętymi ogromnymi terenami. Uznał też tytuł „pana całej Rusi” nie tylko w stosunku do Iwana III, ale również jego syna Wasyla. Nie wymusił na Iwanie formalnego uznania własnego panowania nad lewobrzeżnym dorzeczem Dniepru. Traktat rozejmowy nie obejmował wymiany jeńców, co zważywszy znacznie większą liczbę Litwinów w niewoli moskiewskiej niż odwrotnie byłoby sukcesem strony litewsko-polskiej. Wreszcie, mimo początkowo ultymatywnego stanowiska Aleksandra, do podpisania traktatu nie dopuszczono posła inflanckiego; Iwan III żądał, by Inflantczycy układali się tradycyjnie z namiestnikami w Pskowie i Nowogrodzie. Traktat rozejmowy podpisano 28 marca, a Iwan III i Wasyl zaprzysięgli traktat na krzyż; kilka dni potem delegacja litewsko-polska opuściła Moskwę. Aleksander zaprzysiągł traktat po powrocie delegacji do Wilna, której – aby asystować w ceremonii– towarzyszyło poselstwo moskiewskie.

## Zasięg zmian terytorialnych

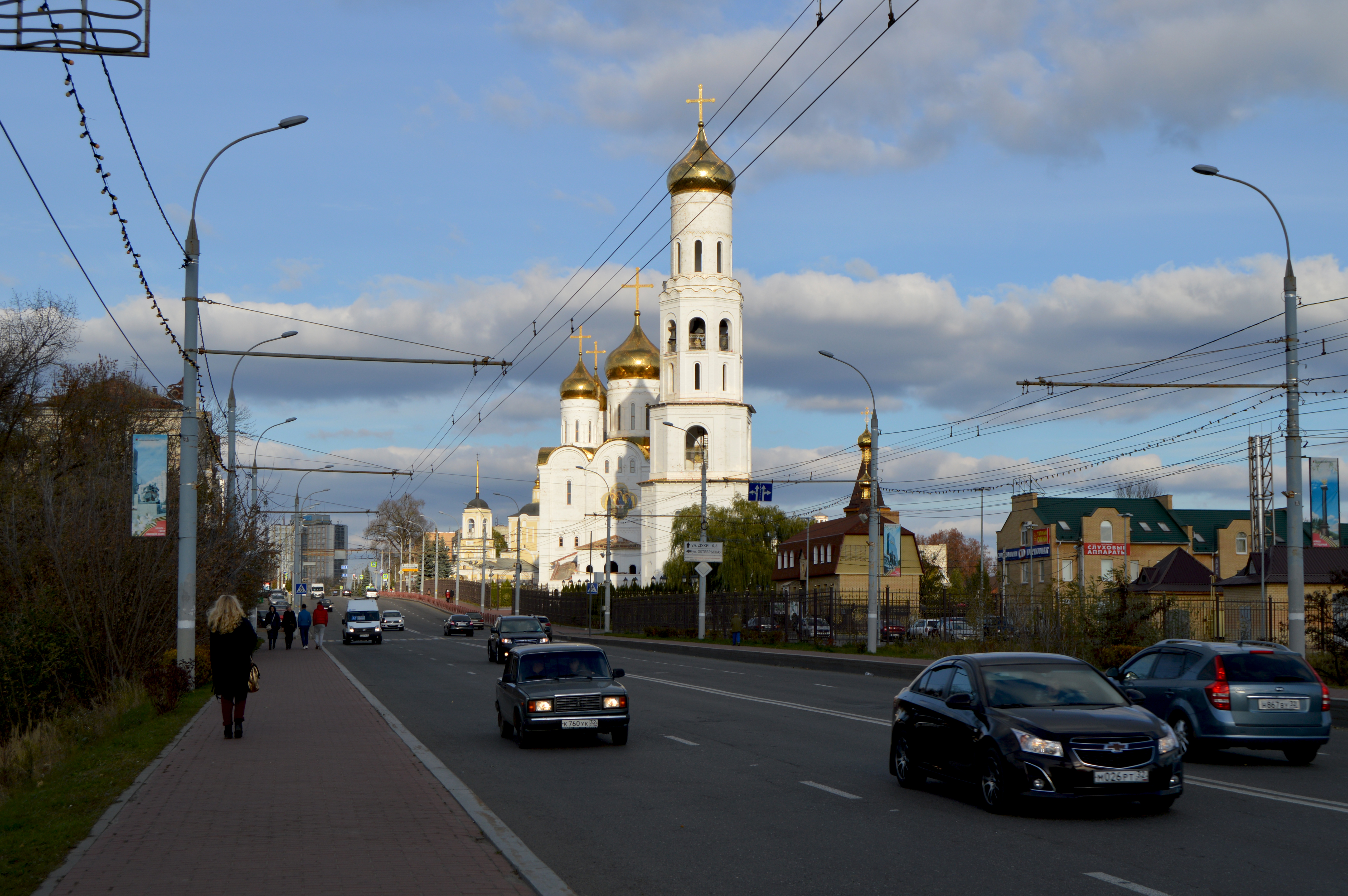
Briańsk (widok obecny)

Większość prac historiograficznych nie podaje łącznej powierzchni obszarów, które zmieniły przynależność państwową, choć powtarza się szacunek, że Wielkie Księstwo Litewskie utraciło niemal 1/3 swojego terytorium. Niektóre prace wspominają o „długim pasie ziemi, na północy o szerokości 25 do 90 km, a na południu 180 do 500 km”. Autor jedynej znanej próby oszacowania wielkości przejętych przez Moskwę obszarów mówi o 210 tysiącach km. kwadratowych. Traktat nie odzwierciedlał dokładnie zmian faktycznych, np. na niektórych terenach granica pozostawała niedookreślona, niektóre faktycznie pozostawały pod kontrolą Wielkiej Ordy, część lokalnych kniaziów samodzielnie optowała za którąś ze stron, itp., itd.
Na północy Litwa straciła stosunkowo niewielką część Połocczyzny z grodami Ostry i Newel (ok. 5 tys. km²) oraz już nieco większą część Witebszczyzny z Toropcem i Wieliżem (ok. 10 tys. km²). Sporą stratę stanowiła wschodnia Smoleńszczyzna z grodami Biała, Dorohobuż i Wiaźma (ok. 25 tys. km²). Dalej na południe w ręce Moskwy przeszły Księstwa Wierchowskie, gdzie leżały m.in. Mosalsk, Korotyńsk, Mceńsk i Odojew (35 tys. km²). Stracona część Księstwa Mścisławskiego obejmowała Popową Górę i zwłaszcza ważny gród Mhlin (5 tys. km²). Ogromny obszar stanowiła utracona przez Litwę prawie cała Ziemia Siewierska z Briańskiem, Trubeckiem, Starodubem i Nowogrodem oraz Ziemia Czernihowska z Czernihowem, Homlem, Nowogrodem, Putywlem i Rylskiem (90 tys. km²). Wschodnie krańce przejętej przez Moskwę Kijowszczyzny obejmowały Sumy (20 tys. km²), a na samym południu równiny, gdzie 150 lat potem założono Charków (20 tys. km²). Tereny te nie były równomiernie zasiedlone; ziemie nad Dźwiną, Dnieprem, Oką i Desną pozostawały w miarę zagospodarowane, natomiast te nad Psiołem, Worsklą czy Dońcem stanowiły w znacznej części pusty step.

## Następstwa i znaczenie

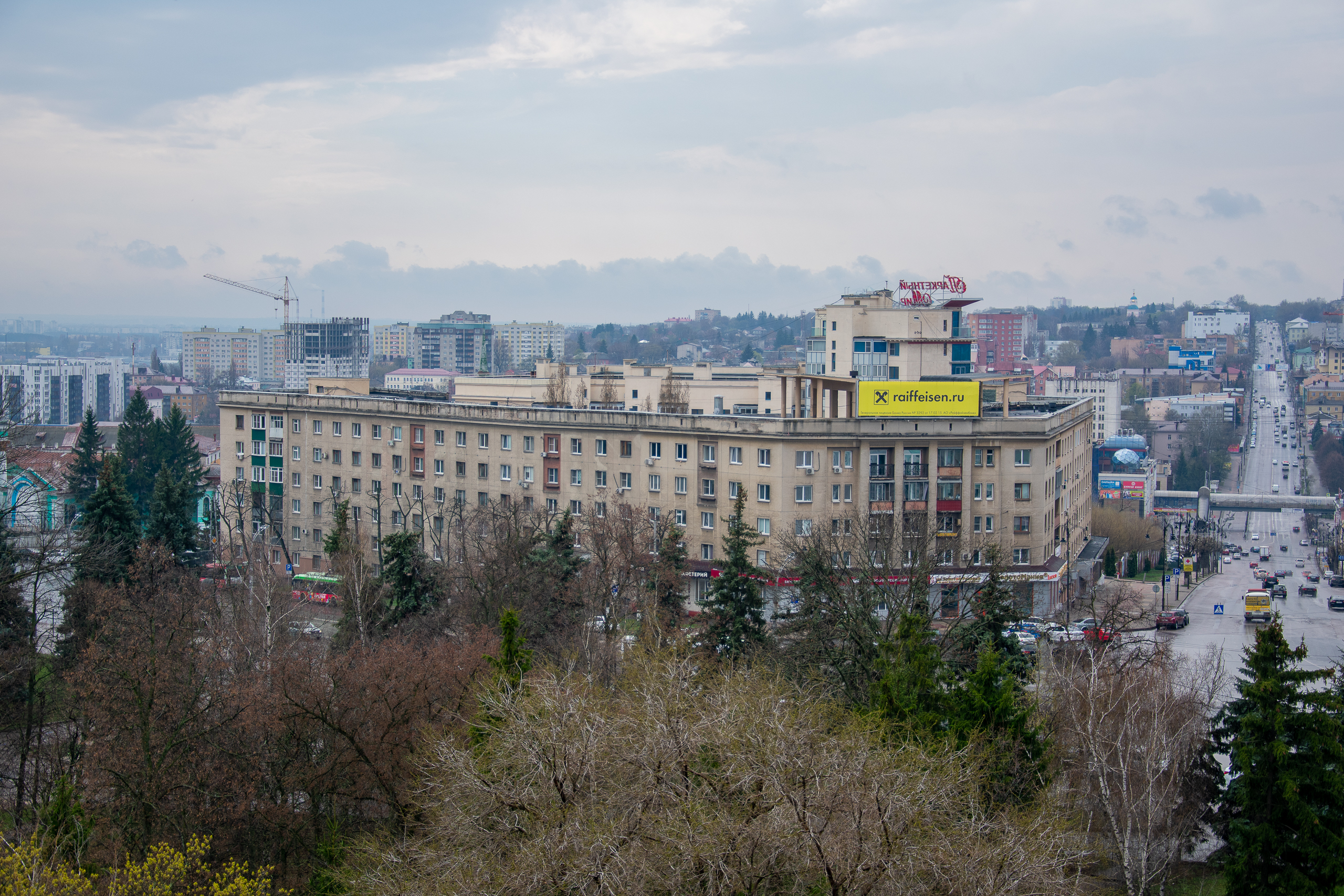
Kursk (widok obecny)

Choć pierwsze stosunkowo niewielkie zdobycze terytorialne w wojnach z Litwą Moskwa uzyskała w latach 1480-tych, to jednak w rozejmie z roku 1503 Litwa po raz pierwszy godziła się z utratą ogromnych obszarów. Ugoda miała charakter tymczasowego rozejmu, jednak nowa wojna litewsko-moskiewska zakończyła się wieczystym pokojem z roku 1508, który już na stałe potwierdzał ustalenia terytorialne z roku 1503. Traktat przesuwał zachodnią granicę Księstwa Moskiewskiego ze 150 na ok. 300 km. od Kremla. W pierwszej połowie XVII wieku Litwa odzyskała północną Smoleńszczyznę, a zachodnia Siewierszczyzna i Czernichowszczyzna zostały odebrane Moskwie przez Koronę, jednak poza rejonem Homla sukces ten okazał się nietrwały. W ciągu kolejnych stuleci Moskwa będzie przesuwać swoje granice coraz bardziej na zachód, a rozejm z roku 1503 okaże się pierwszym traktatem, który w całej historii stosunków między Moskwą/Rosją/ZSRR a jej zachodnimi sąsiadami – Litwą/Rzecząpospolitą/Polską – sankcjonował tak wielkie zmiany terytorialne. Dla porównania, po rozejmie w Andruszowie (1667) Rosja przejęła około 200 tysięcy km., w ramach II rozbioru (1793) ok. 250 tysięcy km. a trzeciego rozbioru (1795) ok. 120 tys. km., po Kongresie Wiedeńskim (1815) 125 tysięcy km., a w ramach paktu Ribbentrop-Mołotow (1939) ZSRR przejął ok. 200 tysięcy km.
Z punktu widzenia relacji międzynarodowych rozejm z 1503 roku wywindował Księstwo Moskiewskie do statusu poważnej potęgi politycznej, której wpływy rozciągały się odtąd po wschodnie dorzecze Dniepru. Z punktu widzenia wewnętrznych stosunków rosyjskich rozejm ugruntował pozycję późnych Rurykowiczów względem bojarów, zwłaszcza że od czasu Iwana III władcy Moskwy zaczęli się tytułować nie tylko „panami całej Rusi”, ale również carami. Z punktu widzenia stosunków polsko-litewskich wojna z lat 1500–1503 i następujący po niej rozejm zakończyły trwający od śmierci Władysława Jagiełły okres ochłodzenia między Wilnem a Krakowem. Ponosząc ogromne straty terytorialne i nie mogąc samodzielnie przeciwstawić się Moskwie, elity polityczne Litwy ponownie zwróciły się ku Polsce jako sojusznikowi, co w konsekwencji doprowadziło do dalszego zacieśniania się stosunków między obydwoma państwami i rosnącego zaangażowania Korony na wschodzie.